# Diego de Almagro

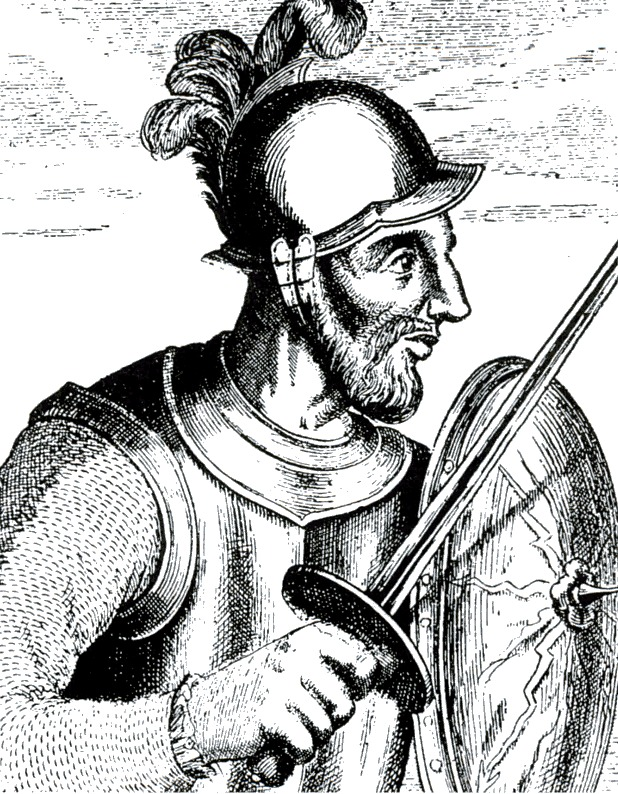
Diego de Almagro Antonio de Herrera y Tordesillas: Historia General de los hechos de los castellanos en las islas y Tierra Firme del Mar Oceáno című művében

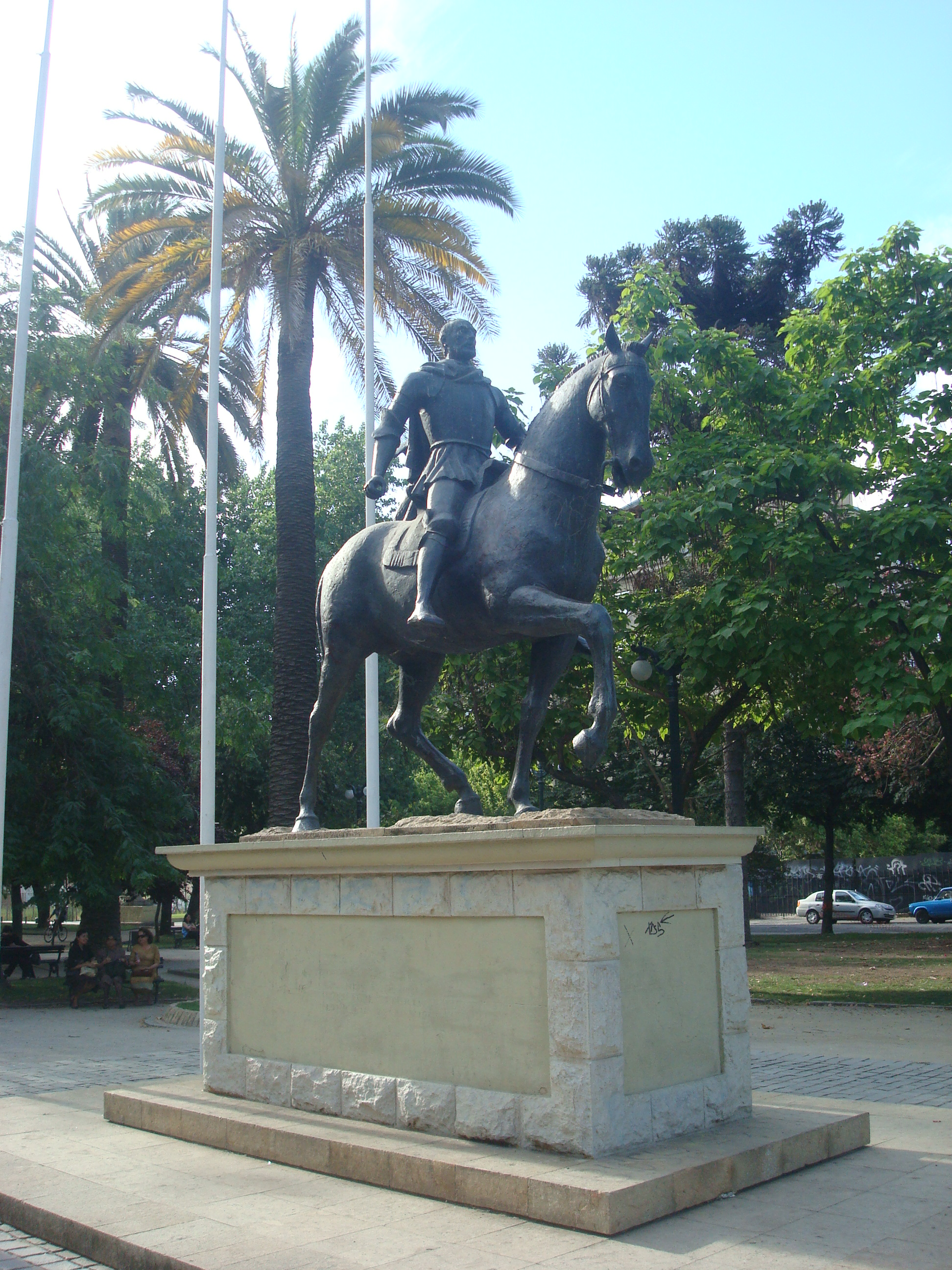
Lovasszobra Santiago de Chile róla elnevezett közparkjában (Parque Almagro)

Diego de Almagro (1475? – 1538. július 8.) spanyol konkvisztádor, Peru meghódítóinak egyike.

## Élete
Alacsony, csúnya, de megnyerően beszélő férfi volt. Családnevét Almagra városáról kapta, ahol talált gyermekként nevelkedett.
1533-ban Francisco Pizarro szövetségeseként vett részt az Inka Birodalom meghódításában, Cuzco elfoglalásában. Ezután Sebastián de Belalcázarral  északnak indult. Bevonultak a felgyújtott Quitóba, és újjáalapították a várost.
A győzelem utáni osztozkodásban Pizarro a birodalomnak azokat a déli területeit engedte át neki, amiket még meg kellett hódítani.  Almagro ezért kétéves expedíciót (1535–1537) vezetett ezekre a területekre: ő volt az első olyan európai, aki a Titicaca-tótól délre hatolt az Andok hegyláncai között. A 35. szélességi fokig jutott, majd visszaútján felefedezte az Atacama-sivatagot.
1538-ban Cuzco birtoklása miatt összeveszett Pizarróval, de vereséget szenvedett. Az elfogott Almagrót Pizarro bebörtönözte, a börtönben megfojtatta, majd testét nyilvánosan lefejeztette.
Halálért „El Mozo”  ragadványnevén ismert fia állt vérbosszút, amikor 1541. június 26-án húsz fegyveresével betört Pizarro palotájába, és megölte a kormányzót.